# Ölsboda herrgård
Ölsboda herrgård är en herrgård i Nysunds socken i Degerfors kommun.

## Historik
På 1660-talet anlades ett järnbruk vid sjön Ölen av Anders Steenson, borgmästare i Lindesberg. Stångjärnssmide bedrevs fram till 1864 och en spiksmedja var i bruk till 1900-talets början. Sitt namn fick bruket efter hemmanet Ölsboda som köptes 1679 och lades till brukets ägor. I mitten av 1700-talet flyttades gården till sin nuvarande plats vid sjön Stor-Björken, medan bruket låg kvar vid Ölen. Bergsfogden Elias Strokirk köpte Ölsboda 1772 och lät uppföra en ny mangårdsbyggnad i två våningar. Huset hade panel och målades rött. Under Elias Strokirks tid uppfördes också flera andra byggnader på gården.
Hans son Jeppe Strokirk tog över Ölsboda 1811 och lät bygga en ny huvudbyggnad i tegel på en grund av huggen gråsten, med putsade vita fasader och sadeltak i valsad slätplåt. Den nya huvudbyggnaden stod klar 1828. Förstugan är inspirerad av Rosendals slott på Djurgården i Stockholm, färdigställt 1827. Ölsbodas portal är också ritad av Fredrik Blom, arkitekten bakom Rosendal. 
Ölsboda herrgård byggnadsminnesförklarades 2002. Det är Degerfors kommuns enda byggnadsminne.
Selma Lagerlöf skrev delar av Löwensköldska ringen på Ölsboda herrgård.